# Konsuln gör helt om
Konsuln gör helt om är en roman skriven av Gösta Gustaf-Janson och utgiven 1975.

## Handling
Konsuln gör helt om är en roman som utspelar sig under det bråkiga året 1968. Den handlar om den hårde, stränge, starke men ålderstigne konsul Enberg.
Han bor på herrgården Njugesta med sina mindre framgångsrika söner och deras familjer. Boken handlar om diverse familjekonflikter om pengar och annat.

## Källa
- Gustaf-Janson, Gösta (1975). Konsuln gör helt om. Stockholm: Albert Bonniers Förlag. Libris 7144670